# Timmins flygplats
Timmins flygplats egentligen Timmins Victor M. Power Airport (IATA: YTS, ICAO: CYTS) är en av norra Ontarios största flygplatser, men är förhållandevis liten, med bara två allmänna gater. Flygplatsen är väldigt viktig för Timmins turism; den hanterar också en del frakt. Fem gånger dagligen på vardagar och tre gånger på helgerna finns en förbindelse med Toronto, som flygs av Air Canada. Flygplatsen trafikeras också av några rutter med Bearskin Air och Air Creebec Inc till andra ställen i norra Ontario.
Flygplatsen har inget flygtorn men har flyg service station som dessutom används av två andra flygplatser. Den allmänna säkerhetskontrollen har endast en linje och i det lilla gateområdet finns nästan bara sittplatser och en toalett.    